# Coleophora castipennella
Coleophora castipennella é uma espécie de mariposa do gênero Coleophora pertencente à família Coleophoridae.